# Lahpet
Lahpet, également orthographié laphat, laphet, lephet, leppet ou letpet en anglais (birman : လက်ဖက် ; MLCTS : lak hpak, prononcé [ləpʰɛʔ]), désigne en birman le thé fermenté ou mariné. La Birmanie est l'un des rares pays où le thé est à la fois consommé comme une boisson et comme une gourmandise, sous la forme de thé mariné. Le laphet est considéré comme une delicatessen national qui joue un rôle important dans la société birmane. Il reste un geste traditionnel d'hospitalité birmane et est servi aux invités qui visitent une maison. En Occident, le lahpet se rencontre le plus souvent dans la salade de feuilles de thé (လက်ဖက်သုပ်).

## Histoire
La pratique de la consommation de thé dans l'actuelle Birmanie remonte à la préhistoire, reflétant l'héritage des tribus indigènes qui faisaient macérer et fermenter les feuilles de thé dans des tubes de bambou, des paniers de bambou, des feuilles de plantain et des pots. Cette longue histoire se reflète dans la langue birmane, qui est l'une des rares langues du monde dont le mot "thé" ne remonte pas étymologiquement (en) au mot chinois "thé". Les observateurs européens ont noté avec singularité le goût des Birmans pour les feuilles de thé marinées et la pratique consistant à enterrer des feuilles de thé bouillies dans des trous tapissés de feuilles de plantain, à des fins de fermentation.

Selon le folklore birman, le thé fut introduit dans le pays par le roi Alaungsithu dans les années 1100, pendant le Royaume de Pagan. Les traces de consommation de thé remontent à son règne, avec des preuves de l'utilisation de tasses à thé royales et de serveurs de thé à la cour royale birmane. Lorsque les royaumes birmans adoptèrent des formes plus austères de bouddhisme Theravada, le thé mariné commença à remplacer l'alcool pour les cérémonies chez les bouddhistes pratiquants. Pour répondre à la demande croissante, la culture du thé se répandit dans tout le nord des États Shan après 1500. Entre la fin des années 1500 et le début des années 1600, un mouvement de réforme bouddhiste mené par des moines et des laïcs bouddhistes a réussi à supprimer la consommation d'alcool dans les cérémonies publiques au profit de la consommation de thé mariné. À la fin du XVIIIe siècle, le thé était devenu, avec le coton, un produit d'exportation important pour la Birmanie, largement cultivé dans la principauté palaung de Tawngpeng (en). Le palais de Mandalay, construit à la fin de la dynastie Konbaung, possédait un pavillon du thé (လက်ဖက်ရည်ဆောင်) dans lequel de jeunes pages portaient des messages et préparaient le thé. Le poète birman U Ponnya (en) a composé des vers dans le Laphet Myittaza (လက်ဖက်မေတ္တာစာ) et des poèmes qui identifiaient les feuilles de thé shwephi (ရွှေဖီ, lit. " poussée dorée ") comme grade de thé préféré de la cour royale, et le laphet comme partie intégrante de la cuisine royale, à la fois comme boisson et comme mets délicat.

Tout au long de l'ère précoloniale, le lahpet était considéré comme une offrande de paix symbolique entre les royaumes en guerre. Il était traditionnellement échangé et consommé après le règlement d'un différend. À l'époque précoloniale et coloniale, le lahpet était servi après qu'un juge d'un tribunal civil ait rendu son verdict ; le fait de manger le lahpet symbolisait l'acceptation officielle du verdict.

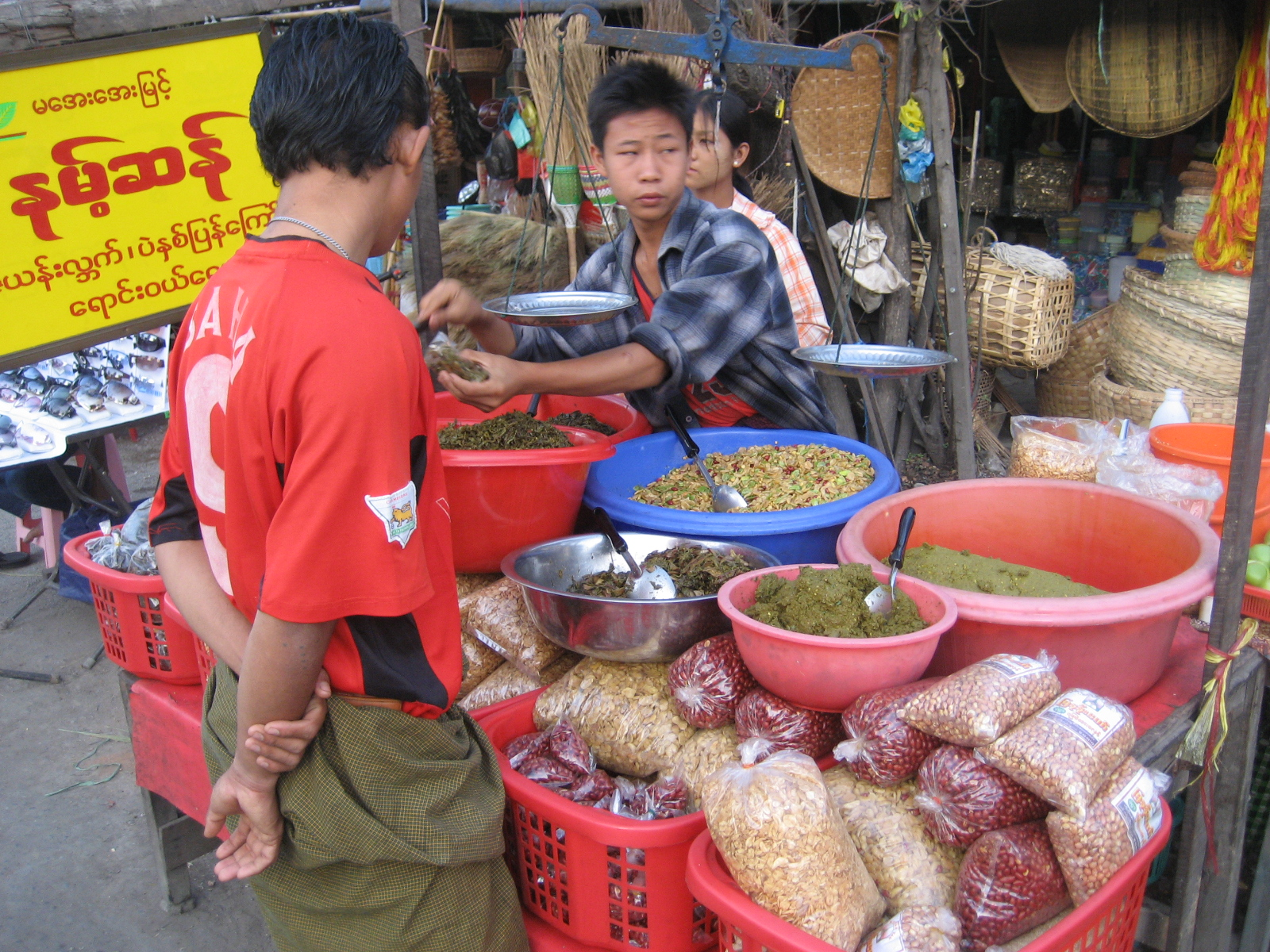
Stand de Mandalay vendant du lahpet de Namhsan (en)
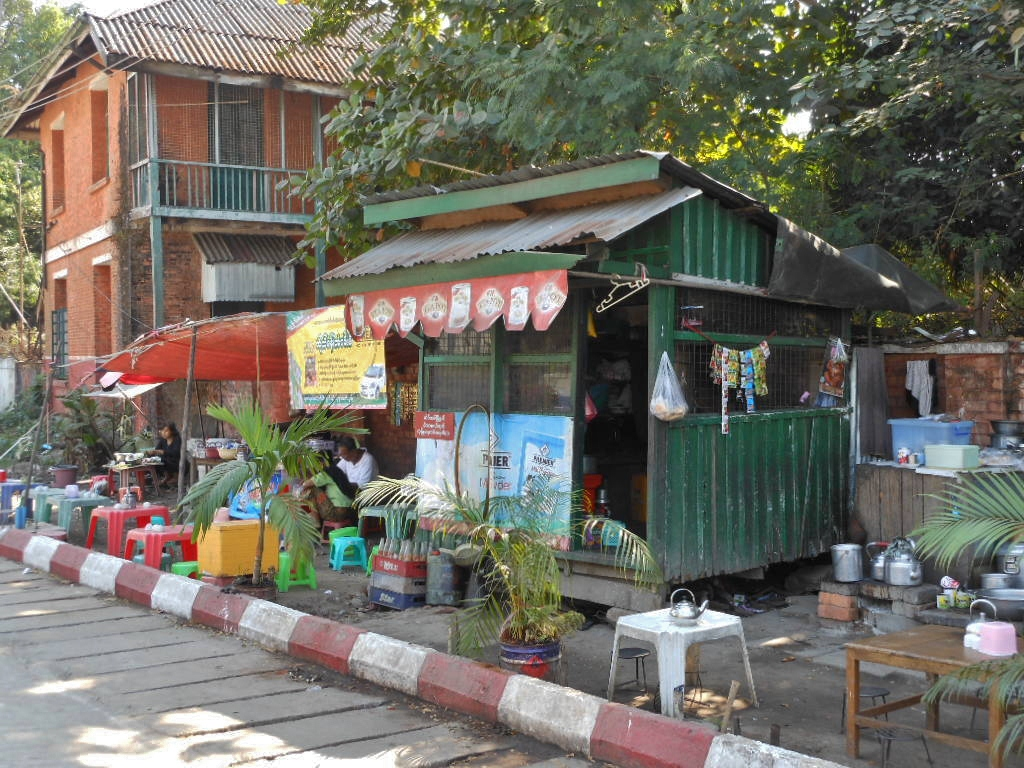
Salon de thé de Rangoun

## Culture
Le Camellia sinensis et le Camellia assamica (zh), deux espèces populaires de thé, sont cultivés dans le nord de l'État Shan, autour de Namhsan (en), dans le sous-état Palaung de Tawngpeng (en). Le thé est également cultivé autour de Mogok dans la région de Mandalay et de Kengtung dans l'est de l'État Shan. Les feuilles de zayan, qui représentent environ 80% de la récolte, sont cueillies en avril et mai, avant le début des moussons saisonnières, mais peuvent être récoltées jusqu'en octobre.

Plus de 700 kilomètres carrés (270 mi2) de terres au Myanmar sont consacrées à la culture du thé, avec un rendement annuel de 60 000-70 000 tonnes de produit frais. De cette récolte, 69,5% devient du thé vert, 19,5% du thé noir et 20% du thé mariné. Sur le thé consommé par le pays chaque année, 52% est du thé vert, 31% du thé noir et 17% du thé mariné.

## Fabrication: un processus en 3 étapes
Le processus de fermentation traditionnel du laphet est un processus en trois étapes, comprenant la pré-fermentation, la fermentation et la modification des feuilles de thé fermentées.
Les jeunes feuilles de thé tendres et les bourgeons de feuilles sont sélectionnés pour la fermentation, tandis que le reste est relégué au séchage. Après la cueillette, les feuilles de thé sont cuites à la vapeur pendant environ cinq minutes avant d'être séchées ou fermentées.
Les jeunes feuilles sont ensuite emballées dans des cuves en bambou ou des pots en argile, placées dans des puits et pressées par des poids lourds pour en extraire l'eau. Le processus de fermentation est contrôlé à intervalles réguliers et la pulpe peut occasionnellement nécessiter une nouvelle cuisson à la vapeur. La fermentation anaérobie est conduite par des bactéries lactiques naturelles et s'achève au bout de 3 à 4 mois Les étapes de la fermentation sont indiquées par les changements de couleur de la pulpe (du vert au vert doré), sa texture (feuilles ramollies) et son acidité, qui diminue avec le temps. La pulpe presque finale est ensuite lavée, massée et égouttée.
La forme finale du laphet est ensuite aromatisée avec de l'ail haché, du piment moulu, du sel, du jus de citron et de l'huile d'arachide.

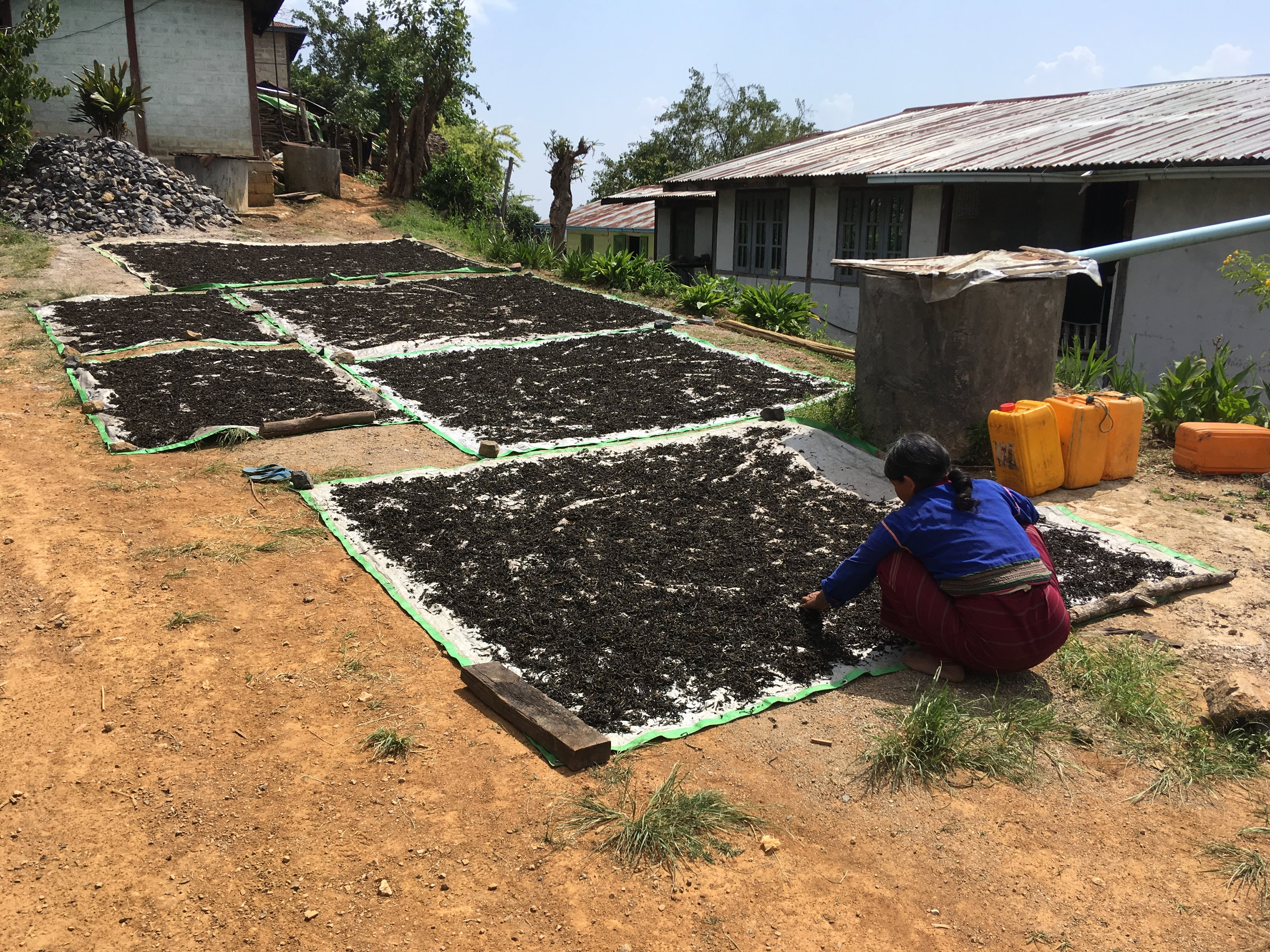
Sèchage des feuilles dans la région de Mandalay

## Les diffèrentes façons de le préparer
Le lahpet birman (လက်ဖက်သုပ်) est servi sous deux formes principales. La première est principalement cérémoniale et est appelée A-hlu lahpet (အလှူလက်ဖက်, လက်ဖက်သုပ်လူကြီးသုပ် ou အဖွားကြီးအိုသုပ်) ou lahpet de Mandalay. La seconde forme est surtout servie lors des repas et est plus populaire.

### A-hlu lahpetoulahpetdeMandalay
Le lahpet de Mandalay est traditionnellement servi dans un plat peu profond en laque avec un couvercle et plusieurs compartiments appelé lahpet ohk. Le thé mariné aromatisé à l'huile de sésame est placé dans le compartiment central. Les autres compartiments peuvent contenir des ingrédients tels que de l'ail frit croustillant, des pois chiches, des pois bleus  et des cacahuètes grillés, des crevettes séchées écrasées, du gingembre râpé conservé et de la noix de coco râpée frite.
Le lahpet est servi sous cette forme pour le hsun kyway (l'offrande d'un repas aux moines) lors des cérémonies de noviciat bouddhistes appelées shinbyu et lors des mariages. Aucune occasion spéciale ou cérémonie n'est considérée comme complète sans le lahpet de Mandalay. Dans le culte des esprits (nat), le lahpet est offert aux esprits gardiens des forêts, des montagnes, des rivières et des champs. Les invitations à un shinbyu sont traditionnellement faites en appelant de porte en porte avec un ohk de lahpet, et l'acceptation est indiquée en y prenant part.
Le lahpet peut être servi comme collation ou après un repas pour la famille et les visiteurs. Il est généralement placé au centre de la table avec le thé vert. Il a un goût aigre-doux et piquant et une texture feuillue. Beaucoup croient en ses propriétés médicinales pour le système digestif et le contrôle de la bile et du mucus. Son effet stimulant (dû à la caféine contenue dans le thé) est particulièrement apprécié des étudiants qui se préparent à passer des examens, des spectateurs du pwè lors des représentations théâtrales qui durent toute la nuit et des assistants funéraires qui surveillent les cercueils pendant la nuit.

### Lahpet thokeoulahpetde Rangoun
Le Lahpet thoke (en) (လက်ဖက်သုပ်) ou lahpet de Rangoun est une salade de thé mariné très populaire à travers la Birmanie, notamment chez les femmes. Elle est préparée en mélangeant les ingrédients du lahpet de Mandalay (à l'exception de la noix de coco) et en ajoutant des tomates fraîches, de l'ail, des piments verts et du chou râpé, et est assaisonnée de sauce de poisson, d'huile de sésame ou d'arachide et de jus de citron vert. Le lahpet avec du riz blanc ordinaire est un autre plat favori des étudiants, traditionnellement servi à la fin de chaque repas.
Parmi les marques commerciales de lahpet les plus populaires, citons Ayee Taung lahpet de Mandalay, Shwe Toak de Mogok, et Yuzana et Pinpyo Ywetnu de Rangoun.  Ayee Taung existe depuis plus de 100 ans. Ses nouvelles recettes, comme le Shu-shè (extra chaud) et le Kyetcheini (Croix Rouge), sont assez populaires.

### Zayan lahpet
Le Zayan lahpet est du lahpet mélangé à du carambole et à de jeunes feuilles marinées coupées avec des feuilles grossières. Beaucoup préfèrent le lahpet de Mogok car il n'utilise que de jeunes feuilles de thé.
Dans les provinces du nord de la Thaïlande de Chiang Mai, Chiang Rai et Mae Hong Son, on trouve le lahpet thohke dans les restaurants où l'on sert de la nourriture ethnique Shan. En thaï, il est appelé yam miang (ยำเหมียง), de Shan neng yam (ၼဵင်ႈယမ်း).

### Taw laphet
La ville de Pyay (anciennement Prome) est connue pour une spécialité locale appelée taw laphet (တောလက်ဖက် ; lit. " laphet rural ") ou Nibbinda laphet (နိဗ္ဗိန္ဒလက်ဖက်). Originaire des couvents birmans de la région, le laphet est fermenté à partir des feuilles de l'arbre naywe (နရွဲ), ou kyettet (ကြက်တက်), la plante Combretum pilosum. La pulpe est ensuite enveloppée hermétiquement dans des feuilles de banbwe (ဘန့်ပွေး) séchées et laissées à tremper dans de l'eau régulièrement renouvelée pendant une période pouvant aller jusqu'à deux ans, avant d'être consommée. Le laphet taw est par ailleurs consommé de manière identique au laphet traditionnel.

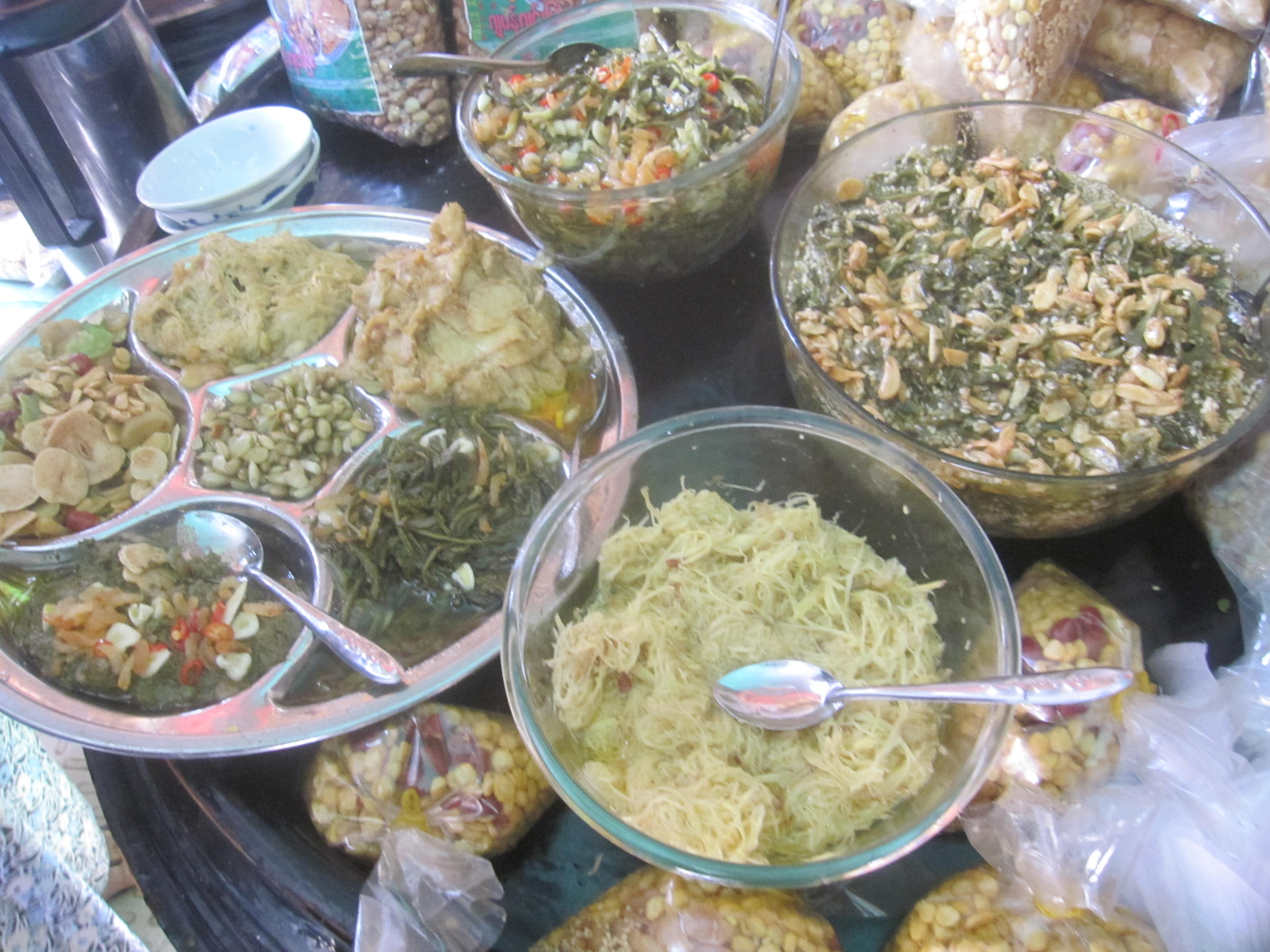
Échoppe vendant du lahpet à Mandalay
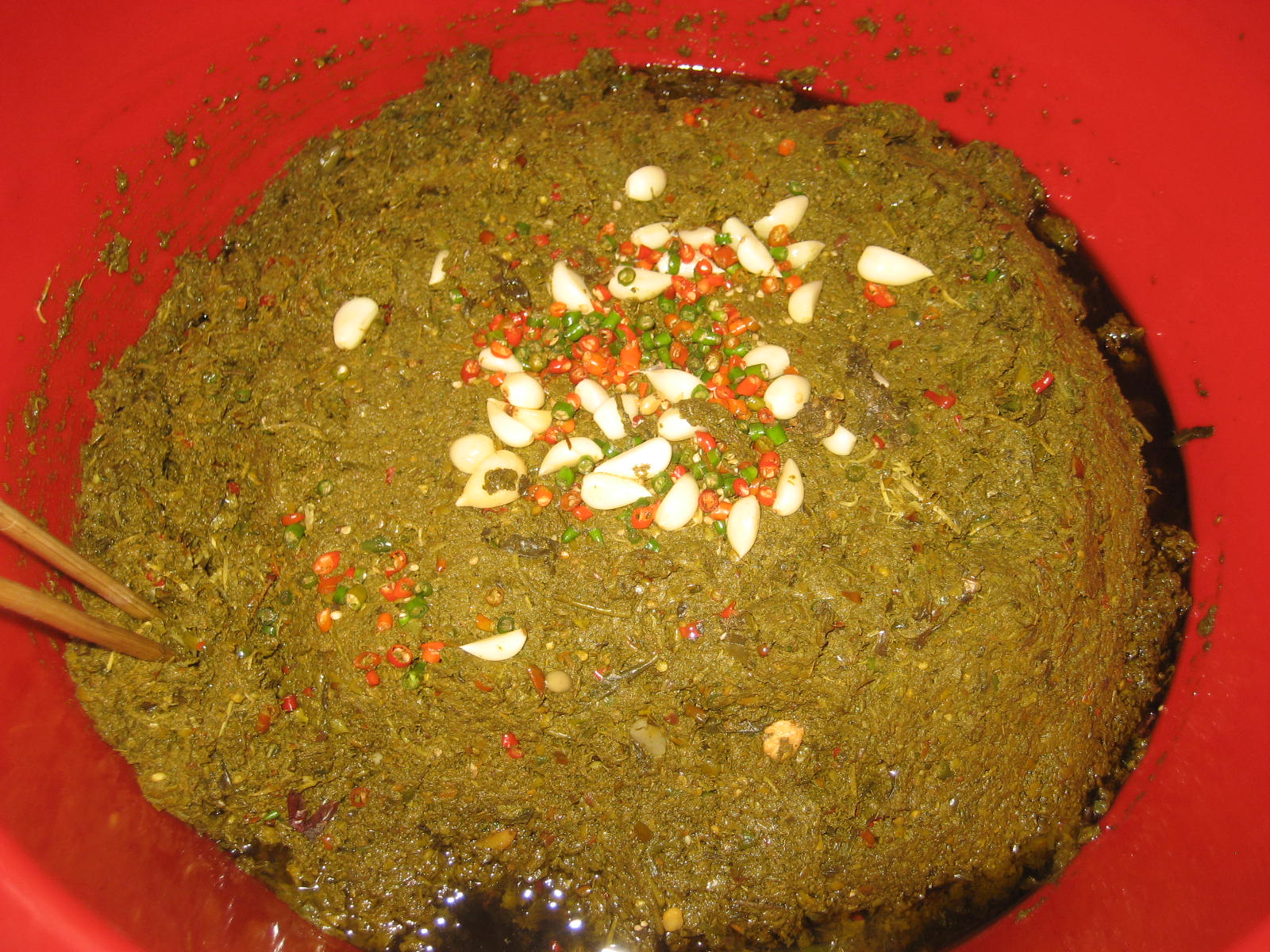
Lahpet assaisonné à l'ail et au piment
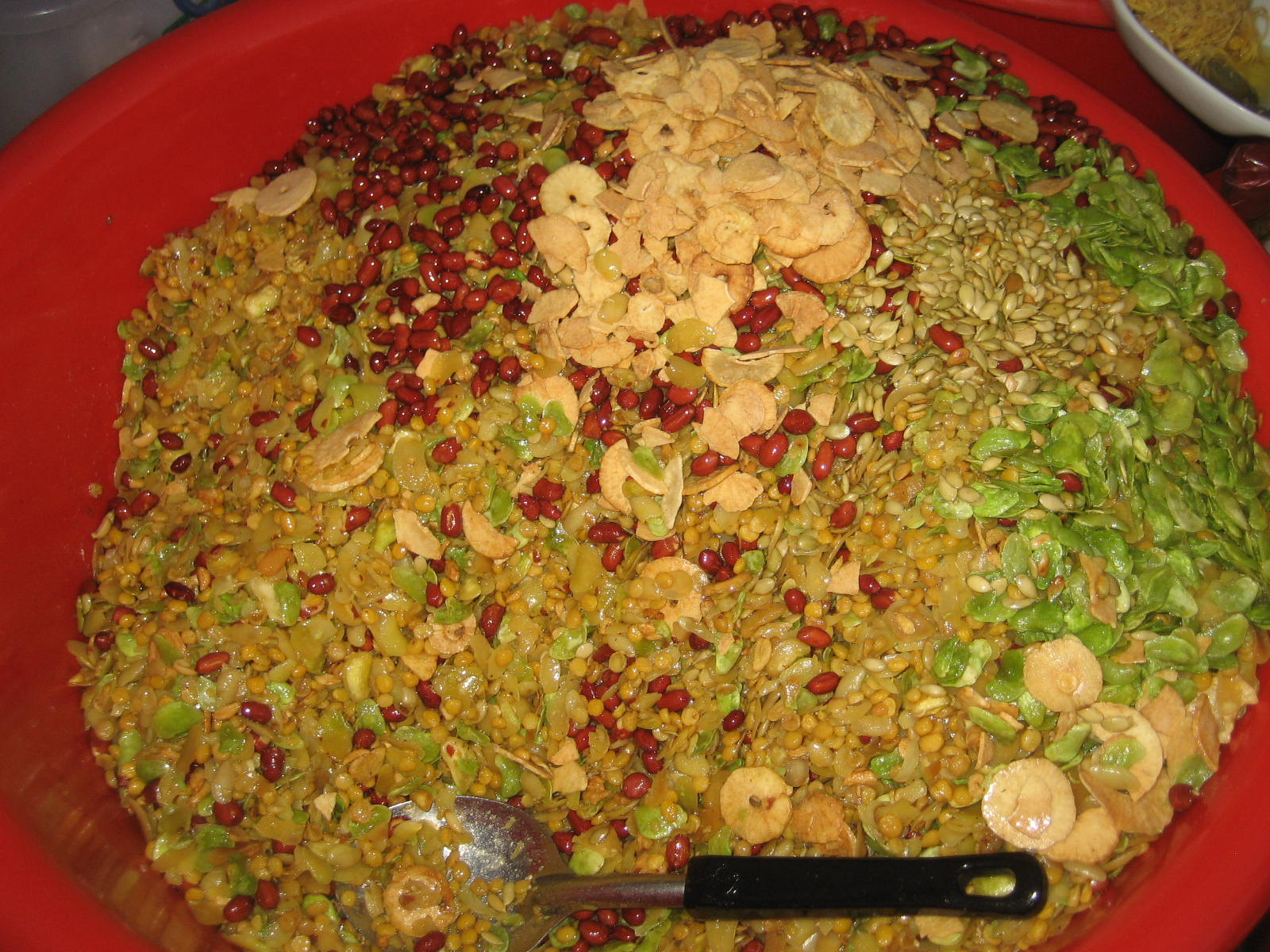
Garniture frite avec du lahpet
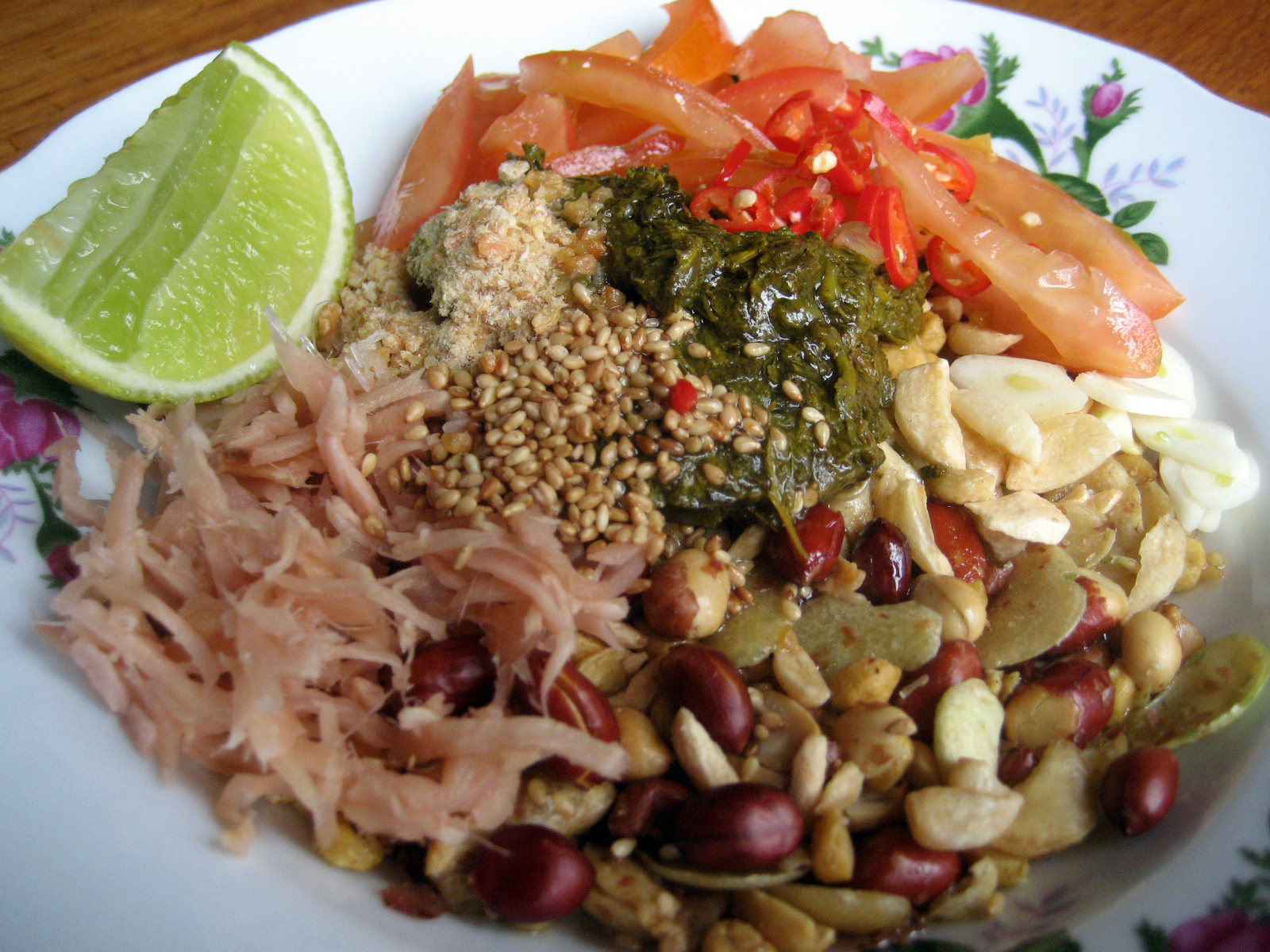
Un lahpet thoke
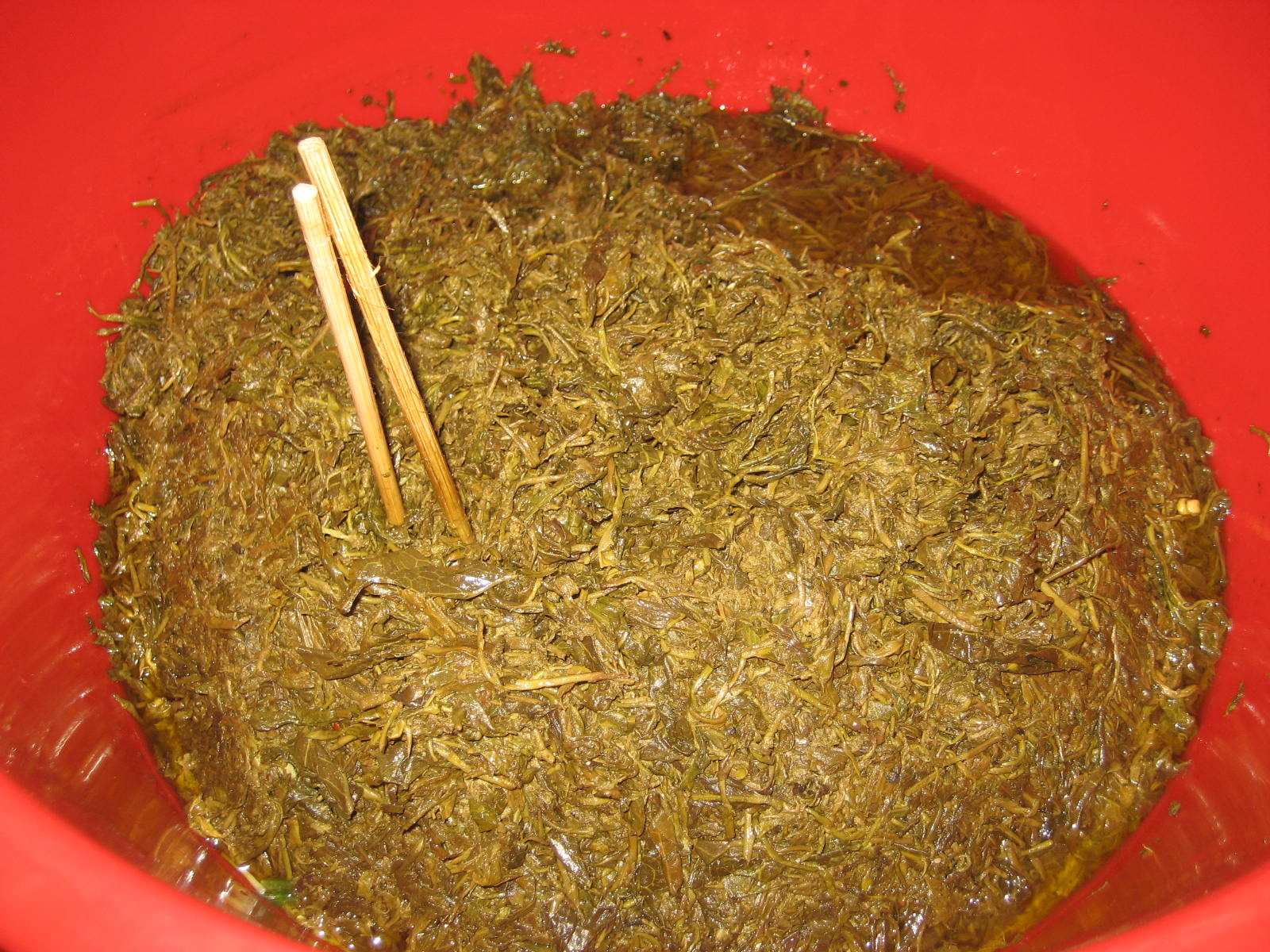
Lahpet vendu à Mandalay
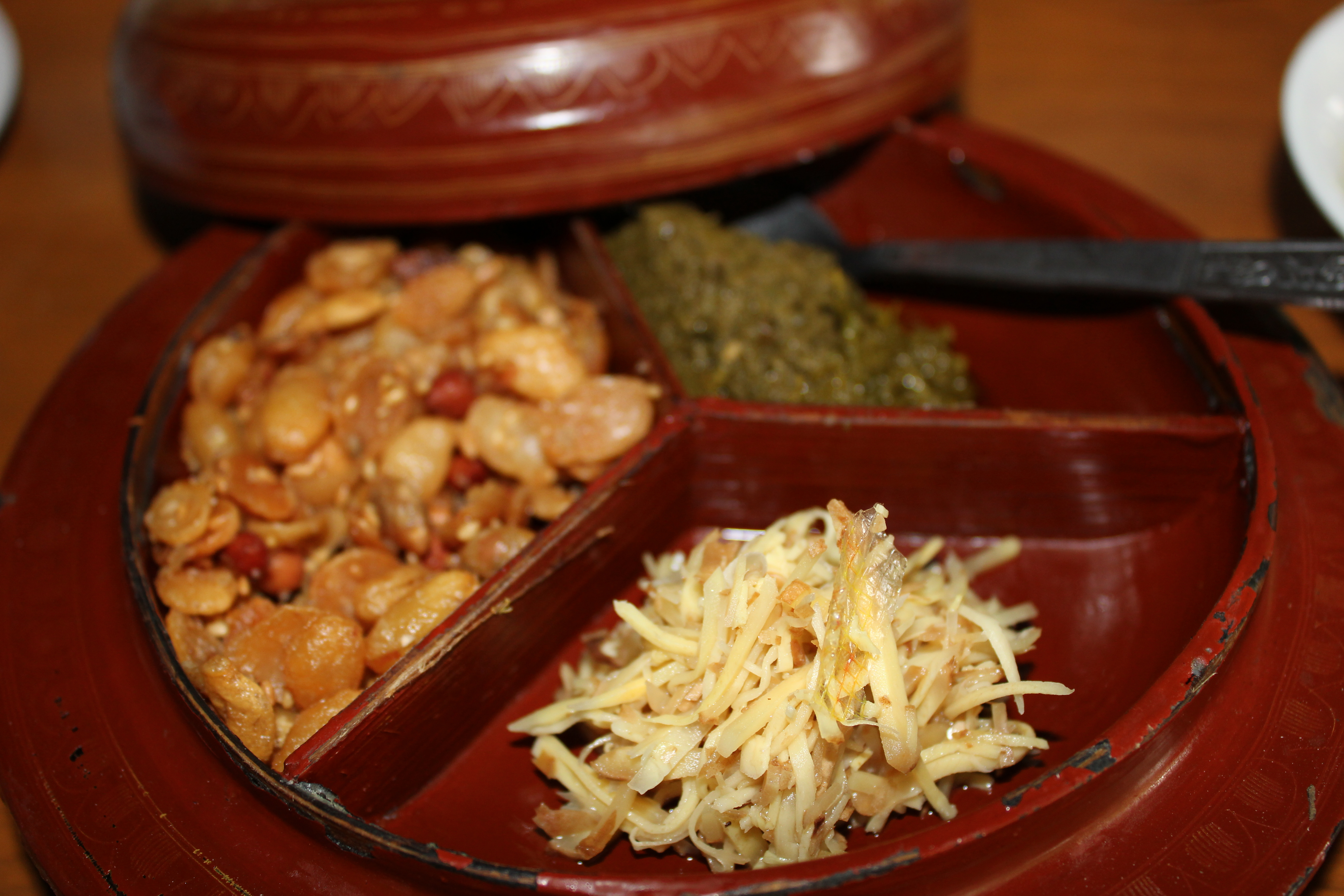
Lahpet thoke (en) et Gyin thoke (en)
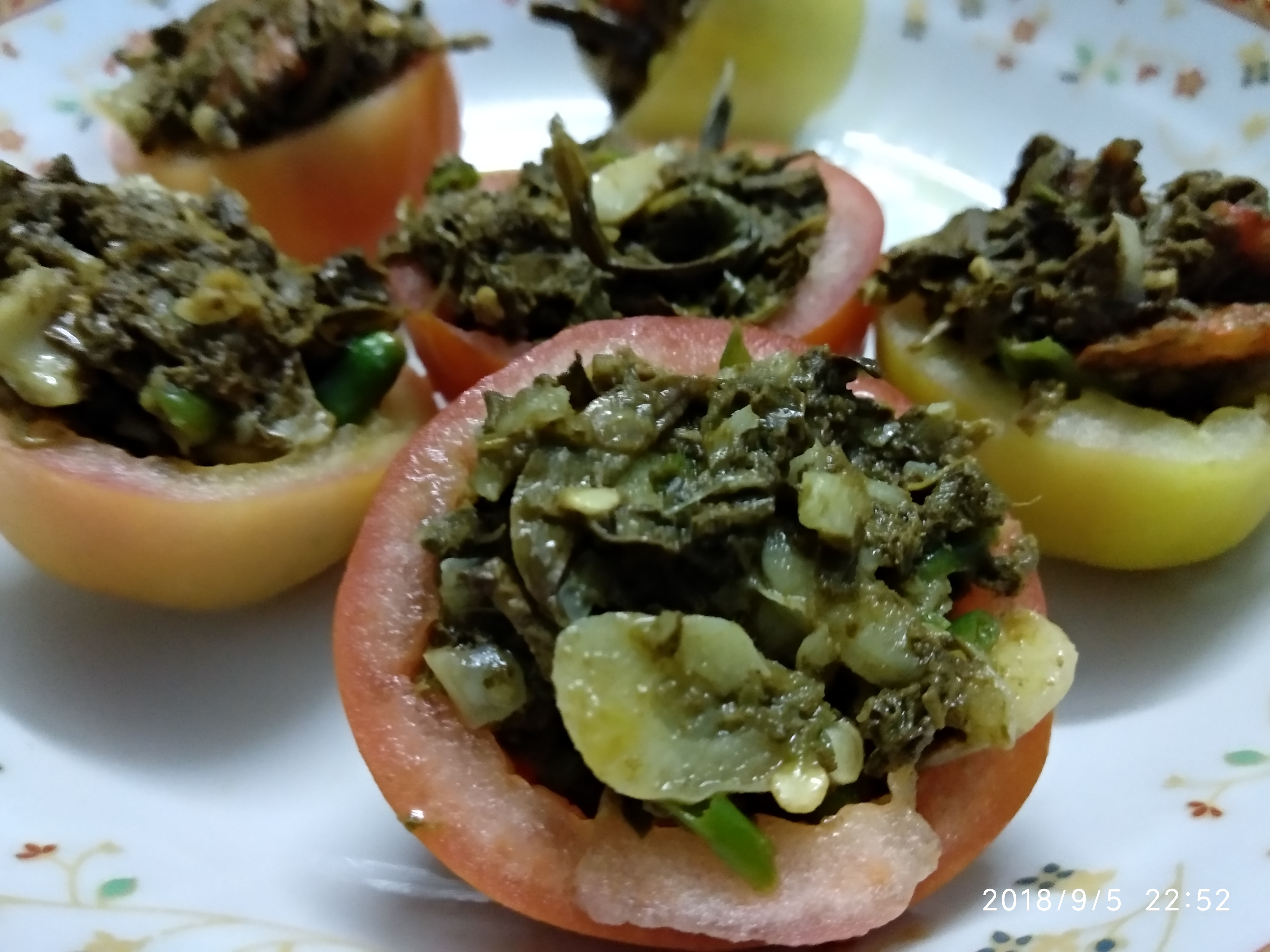
Tomates farcies au lahpet

## Scandale sanitaire
Le 12 mars 2009, le ministère de la Santé a annoncé que 43 marques de lahpet, y compris les marques populaires, contenaient un colorant appelé auramine O dont l'utilisation dans les aliments est interdite. Ce problème serait dû au fait que les grossistes utilisent des colorants chimiques moins chers au lieu des colorants alimentaires traditionnels. Le gouvernement malaisien a interdit la vente de ces marques de lahpet. Singapour a également ordonné l'interdiction de 20 marques de lahpet en provenance de Birmanie, dont huit variétés commercialisées par Yuzana Company (en), qui n'avaient pas été déclarées dangereuses par les autorités birmanes. La Thaïlande, qui compte une importante population birmane, ne l'a pas fait. Les entreprises de thé ont été frappées par une chute spectaculaire des ventes de lahpet.